# ¡Soy mayor! (Hajimete no otsukai）
¡Soy mayor! (en japonés: はじめてのおつかい, romanizado: Hajimete no Otsukai, lit. 'Mi primer encargo') es un programa japonés de telerrealidad emitido desde 1991 en Nippon Televisión. El programa muestra, de forma documental, las vivencias de los niños pequeños realizando por primera vez solos una tarea (ir a hacer la compra, entregar paquetes...) únicamente acompañados por el equipo de grabación. Desde 2022 el programa está disponible internacionalmente en la plataforma Netflix.

## Historia
Este programa de televisión fue originalmente una sección del programa Tsuiseki ( en japonés: 追跡, lit. 'The Chase') emitido en la NTV de abril de 1988 a marzo de 1994. Tras su finalización empezó a ser emitido de forma independiente con una duración de 2 a 3 horas por programa bajo el nombre de Hajimete no Otsukai. El libro ilustrado de Yoriko Tsutsui Y Akiko Hayashi con el mismo nombre fue la inspiración para el lanzamiento de programa. La mayoría de los niños del programa tienen entre 3 y 6 años (educación infantil), pero en algunos casos también han participado niños de 1 o 2 años. Ya que los padres no les proporcionan ningún tipo de nota, sino que les dicen verbalmente el recado que tienen que realizar, es bastante común que los niños se olviden de comprar alguna de las cosas o cometan algún error en el recado. Actualmente, solo se emite bianualmente el primer lunes de enero o en el Seijin no Hi y en verano en el Día de la marina. Además de niños realizando tareas, el programa también emite una sección llamada "XX años desde entonces...", donde los antiguos participantes aparecen contando su experiencia y como han crecido sus hijos.
Uno de los niños que apareció de pequeño en el programa volvió aparecer como padre años más tarde enviando a su hijo a realizar su primer recado.
Desde el 31 de marzo de 2022 el programa está disponible internacionalmente en la plataforma Netflix mediante vídeos de 10 a 20 minutos centrados en un único recado.

## Preparaciones
Existe un proceso de selección para los niños que participan en el programa. Antes de la grabación, el equipo de producción junto a los padres evalúan las rutas de las tareas para evitar peligros o personas no deseadas, además de avisar al vecindario. Durante el programa, los niños son siempre acompañados por el equipo de grabación.